# جيم هيس
جيم هيس (بالإنجليزية: Jim Hess)‏ هو لاعب كرة قدم أمريكية أمريكي، ولد في 1 ديسمبر 1936 في فارمرزفيل في الولايات المتحدة.